# Cichlasoma ericymba
Cichlasoma ericymba és una espècie de peix de la família dels cíclids i de l'ordre dels perciformes present a Mèxic.
Els mascles poden assolir els 12,2 cm de longitud total.